# Arvejord
Arvejord (latin terra salica) är jord som är förvärvad genom arv eller bördsrätt, till skillnad från avlingejord.
Arvejord nämns bland annat i 27 kapitlet i Tredje Moseboken. Överlåtelse av arvejorden var mycket mer kringgärdad av regler än vad gällde avlingejord. Med arvejord kan dels förstås jord som formellt ärvts, dels jord som överlåtits genom bördsrätt. Avlingejord, som motsats, var nyodling eller nyköp. Jord som köpts inom släkten räknades fortfarande som arvejord. Östgötalagen krävde att arvejord skulle utgöra minst en åttondel av byn för att inte betraktas som avlinge.
De starka regleringarna beträffande överlåtandet av arvejorden innebar att nästan alla gårdar under medeltiden kunde göra anspråk på att vara arvejord. För att betraktas som arvejord räcker ett arvskifte: om ett syskon ärver en gård som den avlidna köpt blir gården vid överlåtelsen arvejord. För att betraktas som odal krävdes dock att jorden gått i arv under lång tid. En allmän juridisk åtskillnad mellan arvejord och avlingejord har levt kvar till långt in i modern tid; det nämns i Ärvdabalken gällde i Sverige till 1928 och i Finland till 1966.
Hälsingelagen och Skånelagen stadgade att en jordägaren som ville sälja arvejord fick skifta marken mellan sina arvingar i utbyte mot sytning. Jorden kunde annars bara skiftas genom att gården utlystes under tre ting. Saknades då en ättemedlem som ville överta gården kunde den säljas sedan tre utomstående värderat gården.
1807 ändrades lagen, så att jord som köpts från arvingar räknades visserligen räknades som arvejord med bördsrätt, men att dess värde upptogs i bouppteckningen som avlingejord. 1857 försvann lagen som förbjöd rätten att skänka eller testamentera arvejord, och 1863 försvann de närmaste släktingarnas rätt att i första hand få köpa jorden efter gängse värdering. Enligt äktenskap ingångna före 1921 tillhörde de maka eller make enskilt och ingick inte i giftorättsgodset.